# Liste der Kulturdenkmäler in Uersfeld
In der Liste der Kulturdenkmäler in Uersfeld sind alle Kulturdenkmäler der rheinland-pfälzischen Ortsgemeinde Uersfeld aufgeführt. Grundlage ist die Denkmalliste des Landes Rheinland-Pfalz (Stand: 17. Juli 2023).

## Einzeldenkmäler
| Bezeichnung                     | Lage                                                       | Baujahr    | Beschreibung                                                                                 | Bild                           |
| ------------------------------- | ---------------------------------------------------------- | ---------- | -------------------------------------------------------------------------------------------- | ------------------------------ |
| Wegekreuz                       | Bergstraße, bei Nr. 15 Lage                                | 1772       | Schaftkreuz, Basalt, bezeichnet 1772                                                         | weitere Bilder Fotos hochladen |
| Katholische Kirche St. Remaclus | Kirchstraße 1 Lage                                         | 1782       | barocker Saalbau, 1782, neuromanischer Turm, 1895                                            | weitere Bilder Fotos hochladen |
| Kirchhofskreuz                  | Kirchstraße, bei Nr. 1 auf dem Kirchhof Lage               | 1785       | Kirchhofskreuz, Basalt, bezeichnet 1785                                                      | Fotos hochladen                |
| Haus Bergkrone                  | südwestlich des Ortes an der K 94 Lage                     | 1921       | (Doppel-)Wohnhaus; repräsentativer Mansardwalmdachbau, Basalt, bezeichnet 1921               | weitere Bilder Fotos hochladen |
| Schwerspatbergwerk Bergkrone    | südwestlich des Ortes und oberhalb von Haus Bergkrone Lage | gegen 1898 | Schwerspatbergwerk Bergkrone, gegen 1898, ursprünglich mehrere Fachwerkbauten und Förderturm | BW                             |